# Église Saint-Jacques de Sydney
L’église Saint-Jacques (anglais : St James' Church, aussi connue comme St James', King Street) est une église anglicane située à King Street (en), Sydney, Australie. Consacrée le 11 février 1824, l'église est conçue par l’architecte déporté Francis Greenway alors que Lachlan Macquarie est gouverneur. L'église fait partie du quartier historique de Macquarie Street (en) qui comprend d'autres bâtiments coloniaux, Hyde Park Barracks par exemple. Bien que ce ne soit pas la première église anglicane de la colonie, l'église Saint-Jacques est maintenant l'église la plus ancienne de Sidney.
L'église Saint-Jacques fait partie du Register of the National Estate (en).

## Histoire

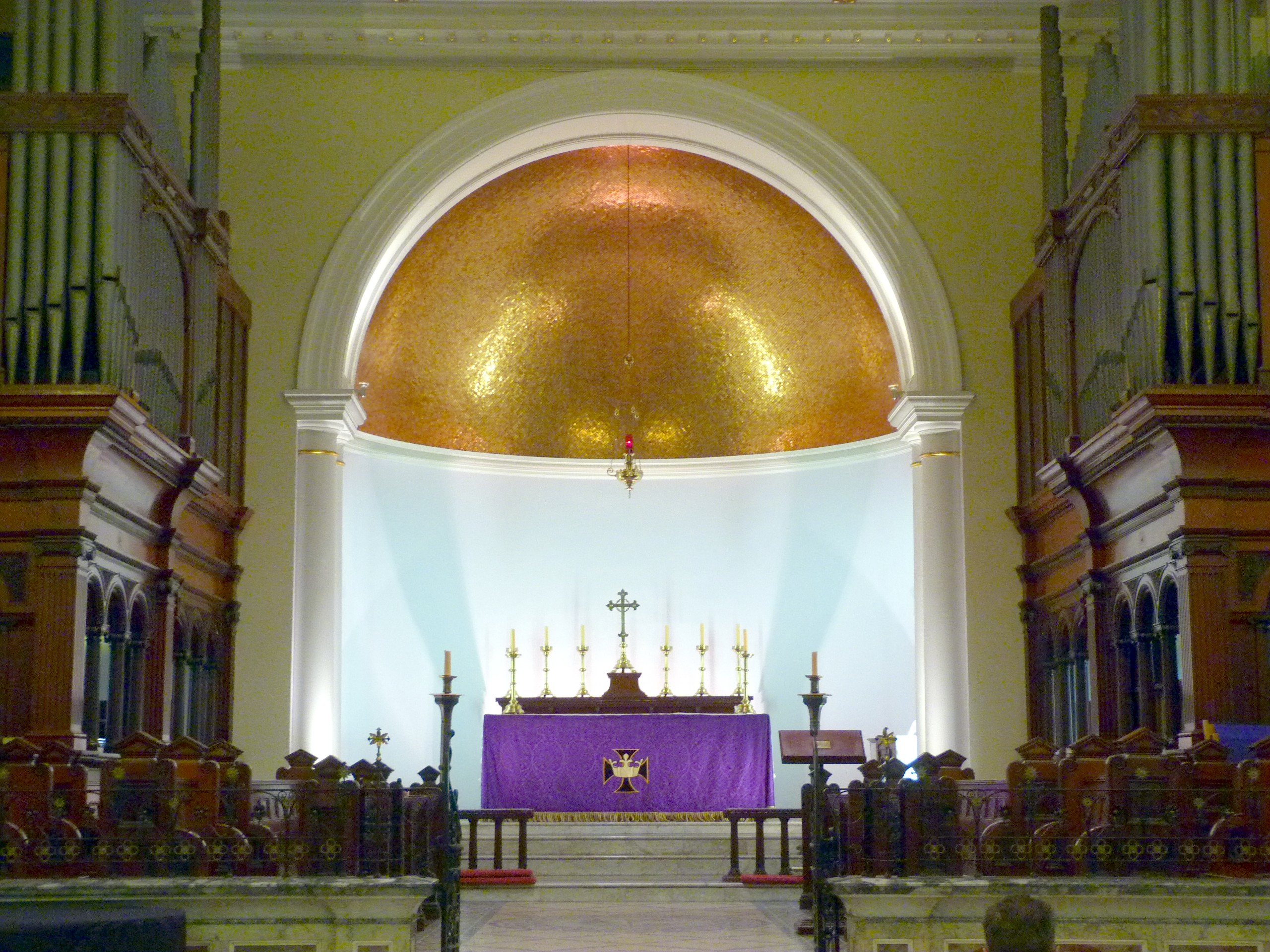
Abside et autel couvert de pourpre durant le Carême

Le bâtiment est commandé par Lachlan Macquarie en 1819, est conçu par l’architecte Francis Greenway et est construit entre 1819 et 1824 par des déportés. Il devait originellement servir de palais de justice, Macquarie avait prévu de construire une grande cathédrale à l'emplacement actuel de la cathédrale St Andrew, mais ce projet a été annulé par le Commissioner Bigge (en) qui avait été chargé d'enquêter par le gouvernement colonial. Les plans du palais de justice sont modifiés avant la construction avec l'ajout d'un clocher à l'ouest et les bâtiments scolaires proches sont alors utilisés comme palais de justice.
Le révérend Samuel Marsden fait le premier sermon le 6 juillet 1824. En 1836 le premier évêque d'Australie, William Grant Broughton (en) s'installe en l'église car il n'existait toujours aucune cathédrale.
Construite durant une période d’intense renouveau protestant, l'intérieur d'origine diffère grandement de l’actuel. Il n'y avait pas de chœur, l'église étant centrée sur une grande chaire centrale placée contre un des murs. Des galeries surplombaient la chaire sur trois côtés. En 1900, l'intérieur est remanié pour faire face à l'Est. La plupart des intérieurs du XIXe siècle sont enlevés, y compris les galeries (sauf celle à l'Ouest). Les monuments commémoratifs sont conservés et remaniés. Une « amélioration importante » est l'ajout de doubles vitrages sur le côté de King-street pour couper le bruit du trafic, qui jusqu'alors était une gêne sérieuse pour les membres du clergé officiant et pour l'assemblée. Huit grands vitraux sont installés entre 1903 et 1913 avec une nouvelle chaire, un autel et un retable, tous des dons. D'autres modifications sont faites en 1894 et entre 1904 et 1907. Le portique Sud est aménagé en chapelle latérale au début du XXe siècle puis remanie à la fin du siècle dernier en chapelle du Saint-Esprit.

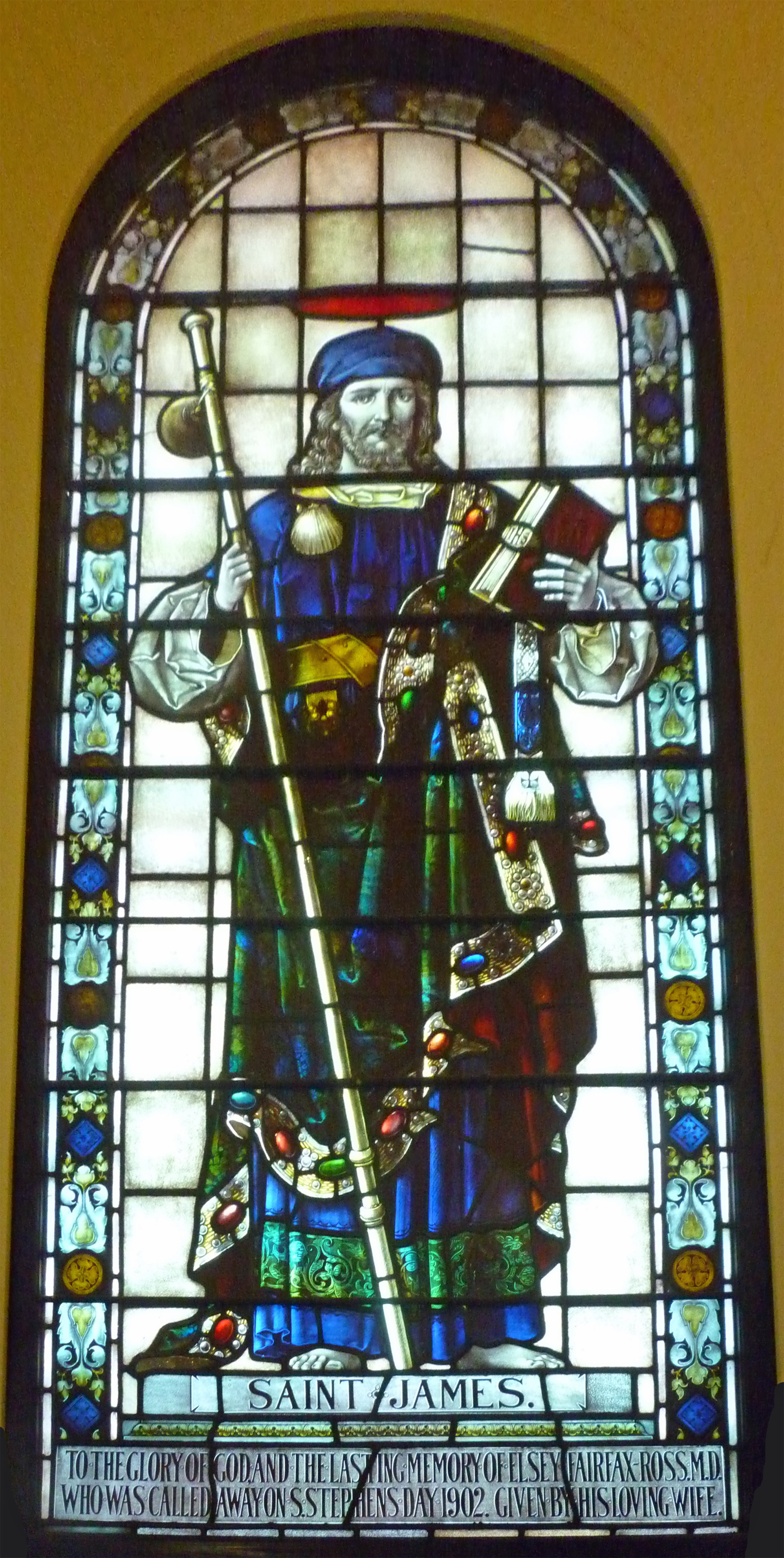
Vitrail.